# Черемушки (Самарская область)
Черемушки — деревня в Клявлинском районе Самарской области. Входит в состав сельского поселения станция Клявлино.

## История
В 1973 году Указом Президиума Верховного Совета РСФСР деревня Елизаветинка переименована в Черемушки.

## Население
| 2010 |
| ---- |
| 20   |

## Улицы
В деревне имеется одна улица — Центральная.